# 1747年イギリス総選挙
1747年イギリス総選挙（英語: British general election, 1747）は第10期グレートブリテン議会の庶民院議員を選出するために行われた選挙。

## 選挙の形勢
グレートブリテン議会は1707年にイングランド議会とスコットランド議会が合同したときに成立した。
選挙の結果は首相ヘンリー・ペラム率いる与党ホイッグ党が議席数を伸ばし、野党トーリー党が凋落を続けた。1747年までにホイッグ党の寡頭支配が30年もの間維持された上、汚職が系統的に続いたため、党派の結束が弱まり、野党の愛国ホイッグ党が結成した理由であるロバート・ウォルポールが1742年に首相を辞任した（1745年に死去）にもかかわらず、政府に反対するホイッグ党議員の人数がトーリー党議員とほぼ同数であり、政争はホイッグ党やトーリー党といった旧来の党派間ではなく、ホイッグ党の諸派の間で行われた。トーリー党はカントリのジェントリで構成される万年野党に成り下がったのであった。

## 区割り
グレートブリテン議会が存在した全期間を通して、区割りが変更されることはなかった。

## 選挙の日付
総選挙は1747年6月26日から8月4日まで行われた。この時代の選挙は全ての選挙区で同時に行われず、各バラや郡でバラバラに行われた（ハスティングも参照）。